# Giorgio Gusmini
Giorgio Gusmini, italijanski rimskokatoliški duhovnik, škof in kardinal, * 9. december 1855, Gazzaniga, † 24. avgust 1921.

## Življenjepis
1. septembra 1878 je prejel duhovniško posvečenje.
15. aprila 1910 je bil imenovan za škofa Foligna; škofovsko posvečenje je prejel 16. maja istega leta. 8. septembra 1914 je bil imenovan na položaj nadškofa Bologna.
6. decembra 1915 je bil povzdignjen v kardinala in imenovan za kardinal-duhovnika S. Susanna.